# Палестина на Светском првенству у атлетици на отвореном 2011.
Палестина је учествовала  на 13. Светском првенству у атлетици на отвореном 2011. одржаном у Тегу од 27. августа до 4. септембра дванаести пут. Репрезентацију Палестине представљао је један такмичар који се такмичио у трци на 400 метара.,
На овом првенству такмичар Палестине није освојио ниједну медаљу али је оборио лични рекорд.

## Учесници
Мушкарци:
- Баха ал Фара — 400 м

## Резултати

### Мушкарци
| Атлетичар    | Дисциплина | Лични рекорд | Квалификације | Квалификације | Полуфинале           | Полуфинале           | Финале               | Финале       | Детаљи |
| Атлетичар    | Дисциплина | Лични рекорд | Резултат      | Место         | Резултат             | Место                | Резултат             | Место        | Детаљи |
| ------------ | ---------- | ------------ | ------------- | ------------- | -------------------- | -------------------- | -------------------- | ------------ | ------ |
| Баха ал Фара | 400 м      |              | 49,04 ЛР      | 8. у гр. 4    | Није се квалификовао | Није се квалификовао | Није се квалификовао | 33 / 36 (39) |        |